# Patrocloides diasemae
Patrocloides diasemae är en stekelart som först beskrevs av Peter Friedrich Ludwig Tischbein 1877.  Patrocloides diasemae ingår i släktet Patrocloides och familjen brokparasitsteklar. Arten är reproducerande i Sverige. Inga underarter finns listade i Catalogue of Life.